# اهل حق
اهل حق یا یارِسان به پیروان دین یاری گفته می‌شود که به‌طور عمده در دو کشور ایران و عراق زندگی می‌کنند. آیینی با باورهای رازورانه (باطنی) که تاریخ دقیق شکل‌گیری آن مشخص نیست، ولی پیروان آن به ازلی و ابدی بودن این آیین باور دارند. این دین در دوره‌های مختلف تاریخی مراحل مختلفی را پشت سر گذاشته است. اگرچه قدمت قدیمی‌ترین متون مذهبی دین یاری تا سدهٔ چهارم هجری (دوره شاه خوشین) و قدمت برخی از نیایشگاه‌های آن به پیش از اسلام نیز می‌رسد، اما ساختار کنونی آن از سدهٔ نهم هجری و توسط سلطان سهاک بنیان نهاده شده است که این شخصیت در اعتقادات مردم یارسان بالاترین جایگاه را در نظام آیینی دارد.
اعتقادات نظری و برخی آداب و مناسک عملی در میان همگی جامعهٔ یارسان مشترک است، اما ممکن است بسته به اینکه سرسپردهٔ دین یاری در چه جغرافیایی زندگی کند، آداب و رسوم متفاوتی نیز در میان آن‌ها وجود داشته باشد. دین یاری نشانه‌هایی از تأثیر آموزه‌های ادیان مختلف را بر آموزه‌های عملی و برخی مبانی نظری خود نشان می‌دهد و شباهت‌هایی با دین‌های دیگر همچون: مهرپرستی، مانویت، یهودیت، مسیحیت و شیعه… در این دین به چشم می‌خورد؛ با این وجود دین یاری از اسلام، جدا است.

## نام
همچنین ببینید: پیشینه دین یارسانیان
مردم اهل حق با نام‌های مختلفی شناخته می‌شوند. اگرچه در متون دینی بیش از هر نامی از نام یارسان و یاری استفاده شده و پیروان این دین نیز خود را با نام یار می‌شناسند، اما در مناطق مختلف نام‌های مختلفی مانند اهل حق، کاکه‌ای، صارلی، طایفه، طایفه‌سان، گوران، قلخانی، قزلباش، نیازی، اهل نیاز، اهل سر، سرطالبی، شاملو، خواجه‌وند، غلات، علی‌اللّهی و … از جانب غیریارسانیان بر روی آن‌ها گذاشته شده است. بیشتر این نام‌ها نه به خود دین، بلکه به پیروان آن اشاره دارد و برخی از آن‌ها مانند شیطان‌پرست، خروس‌کشان یا چراغ سیندرن نام‌هایی مغرضانه و بعضاً حتی توهین‌آمیز محسوب می‌شوند.
در آذربایجان ایران پیروان یارسان را گاه گوران و گاه شاملو می‌نامند. شاملوها مردمی بودند که توسط امیرتیمور از شام به آذربایجان کوچانده‌شدند و در زمان صفویه به دین یارسان گرویدند. در آذربایجان همچنین مردم یارسان را قره‌قویونلو، گورنلر (به معنای بینندگان) و در ارومیه ابدال بنی نیز می‌نامند. همچنین در افغانستان و نیز در ترکیه به پیروان یارسان قزلباش گفته می‌شود، چرا که پیروان یارسان در آن منطقه در جنبش قزلباش‌ها شرکت کردند. در قزوین پیروان یارسان را کاکاوند (کاکه‌وند) و در مازندران خواجه‌وند می‌نامند، که نام دو ایل کُرد نیز هست. در زنجان پیروان یارسان را سر طالبی به معنای طالب اسرار و در خدابنده اووشار می‌نامند.
برخی معتقدند استفاده از عنوان علی‌اللهی برای پیروان اهل حق اشتباه است و جریان علی اللهی در زمان علی بن ابی‌طالب توسط عبدالله بن سبا تأسیس شد و پیروانش به الوهیت علی اعتقاد داشتند و این نام به سبب وجود بینش انسان‌خدایی در دین یارسان توسط اعراب و مسلمانان به پیروان یارسان به اشتباه اطلاق شده است. اما در برخی از منابع نیز، از علی اللهی به عنوان یکی از القاب اهل حق یاد شده.
در عراق به پیروان یارسان کاکه‌ای یا صارلی گفته می‌شد. صارلی‌ها که گروهی از یارسانیان ساکن موصل هستند، از شهرزور به آنجا آمده و خان موصل از استرداد آن‌ها جلوگیری کرده و آن‌ها را صارلی یعنی از آن خود خطاب کرده است.
علاوه بر این لفظ اهل حق نیز که توسط غیریارسانیان به پیروان این دین اطلاق می‌شود، در واقع از واژگان صوفیه است و به کسی اطلاق می‌شود که از مراحل شریعت و طریقت و معرفت گذر کرده و به بالاترین مرحلهٔ سلوک یعنی حقیقت رسیده است. در واقع اهل حق عنوانی است که صوفیه به یارسان داده و منظور از آن قرار داشتن پیروان یارسان در مرحلهٔ حقیقت است. به‌طور کلی تمام این نام‌ها به پیروان این دین اطلاق می‌شود و نام خود دین یارسان یا دین یاری است.

## تاریخچه
همچنین ببینید: یارسانیان در دوره‌های تاریخی

«آن‌ها [مسلمانان] می‌گویند که ما آتش را می‌پرستیم؛ آن‌ها می‌گویند که ما خورشید را می‌پرستیم؛ آن‌ها می‌گویند که ما کافر هستیم؛ آن‌ها که روزی پنج بار نماز می‌خوانند و به مسجد می‌روند ما را طعنه می‌زنند؛ به آن‌ها بگویید ما راه نیاکانمان را می‌رویم؛ راه ما راه حق و حقیقت است؛ به آن‌ها بگویید ما عبادتمان [در] جم[خانه] است و [به جای نماز] نیاز می‌کنیم. یارسان اگر سرش برود، همانند آن‌ها [مسلمانان] نماز نمی‌گذارد؛ آن‌هایی که ریش بلند دارند و سبیلشان را کوتاه کرده‌اند، ما را طعنه و مسخره می‌کنند. ما آیین کُردان را دوباره زنده می‌کنیم؛ هر یارسانی باید سبیل دست‌نخورده داشته باشد؛ آیین ایران را دوباره نشر می‌دهیم؛ آن‌ها می‌گویند کعبه و قبله[شان در] مکه است، به آن‌ها بگویید قبله ما پردیور در اینجاست و [مظهر] خدای ما سلطان سهاک است.» (نقل به مضمون) از نخستین کتاب «دفاتر کلام» دین یارسان

دربارهٔ دین یارسان بین پژوهشگران اختلاف دیدگاه وجود دارد.
دین باستانی و ایرانی یارسان با دین ایزدی هم‌ریشه بوده و در عین حال، جدای از اسلام است.
صفی‌زاده در این باره در دانشنامه نام‌آوران یارسان می‌نویسد: بنا به نامه سرانجام، این مسلک از روز ازل پی‌ریزی شده است. ولی از اسناد خطی چنین برداشت می‌شود که این مسلک در قرن دوم هجری توسط بهلول ماهی و یارانش با استفاده از عقاید و ذخایر معنوی ایران مانند؛ آیین زردشتی و مانوی و بهره‌گیری از دین اسلام و آیین مسیحی و کلیمی و افکار فرقه‌های غالی پس از اسلام پی‌ریزی شده است؛ ولی صفی‌زاده خود معتقد است پیدایش مسلک اهل حق نوعی ایستادگی در برابر اعراب مسلمان بوده است.
مکری، مسلک اهل حق را یکی از رشته‌های انشعابی مذهب شیعه می‌داند. او معتقد است این مسلک، مجموعه‌ای است از عقاید و آرای خاصی که از دوران گذشته وجود داشته و بعدها با ذخائر معنوی اسلام و اساطیر ایران قدیم و افکار غالیان-که در مناطق غرب ایران پراکنده بوده‌اند-در هم آمیخته شده و در تعامل یا تقابل با رخدادها، در زمان‌های مختلف، شکل‌های گوناگونی به خود گرفته است. بنا به ادعای وی این طریقه دنبالهٔ نوعی احساس دینی است که سینه به سینه از سلف به خلف رسیده است.
نورعلی الهی (پسر مکری) در کتاب برهان‌الحق، مسلک اهل حق را وابسته به مذهب شیعه اثنی عشری جعفری می‌داند.
مینورسکی مسلک اهل حق را مشتق شده از مذهب شیعه می‌داند که سرانجام منجر به تشکیل یک سیستم مذهبی مجزا شده و در اساس آن افراط‌گرایی شیعه قابل مشاهده است.
خواجه‌الدین ریشهٔ مسلک اهل حق را نامشخص دانسته و می‌نویسد: در کتب قدیمه مربوط به ادیان، مانند الفرق بین الفرق و ملل و نحل شهرستانی که از آثار قرن پنجم و ششم می‌باشند، نامی از این فرقه برده نشده است. همچنین پیروان این فرقه سعی می‌کردند اسرار خود را فاش نکنند و این امر سبب گردیده کسی از تاریخ پیدایش مرام اهل حق اطلاعی نداشته باشد. او معتقد است برخی از اعتقادات پیروان اهل حق که پایه و اساس مرام اهل حق را تشکیل می‌دهند، از نظر اسلام مطرود است و معتقد بودن به این گونه عقاید سبب جدایی مسلک اهل حق از اسلام گردیده است. او در ادامه می‌گوید: ولی پیروان اهل حق پیدایش مسلک خود را از عالم الست می‌دانند.
گروه دیگری از نویسندگان معتقدند گرچه اهل حق خود را مسلمان و شیعه می‌داند و مانند شیعیان به ائمه هدی اعتقاد دارند، ولی اساس مذهب آن‌ها صرفاً اسلامی نیست بلکه مجموعه‌ای است از عقاید و تعالیمی که تحت تأثیر افکار زرتشتی، مسیحی، مانوی و کلیمی بوده است. آن‌ها نشانهٔ بارز تشیع در این مسلک را اعتقاد به وجود علی ابن ابی‌طالب می‌دانند، ولی معتقدند ایمان و اعتقاد پیروان اهل حق دربارهٔ علی ابن ابی‌طالب از حد متعارف خارج شده و به درجه غلو رسیده است.

### یارسان از دید اسلام
همچنین ببینید: تفاوت‌های یارسان با اسلام
یارسان از فرقه‌های اسلامی نیست. از دیدگاه برخی مراجع شیعه مانند بهجت پیروان آیین یارسان کافر و نجس می‌باشند. از دیدگاه برخی دیگر از مراجع مانند سیستانی و صافی گلپایگانی این فرقه در هر حال «ضاله» هستند. برخی دیگر نیز مانند مکارم شیرازی آنان را در صورتی پاک می‌داند که به شهادتین و نبوت باور داشته باشند.

### در سدهٔ نوزدهم
بخش زیادی از کردهای ایران تا اواخر سدهٔ نوزدهم میلادی پیروی دین یارسان بودند. هنری بایندر جهانگرد فرانسوی که در اواخر قرن نوزدهم از کرمانشاه دیدن کرده است، در سفرنامهٔ خود با عنوان «در کردستان، در بین‌النهرین و ایران» که در سال ۱۸۸۷ به چاپ رسیده است دین غالب مردم را یارسان می‌داند. او در بازدید از شهر قصر شیرین می‌نویسد:
.... بیشتر کُردان ایران از فرقهٔ علی‌اللهی هستند. اگر آن‌ها را در انجام کارهایشان آزاد گذارند، آن‌ها هم در کار دیگران مداخله نمی‌کنند. حس احترام به عقیدهٔ مذهبی دیگران در نزد ایشان بسیار زیاد است.
او همچنین در بازدید از شهر کرمانشاه می‌نویسد:
.... کُردان ایالت کرمانشاه مردمی آرام و خوش‌برخوردند. آن‌ها به فرقهٔ علی‌اللهی تعلق دارند که باگذشت‌ترین فرقه‌های مذهبی هستند. در بعضی از دهکده‌ها پیروان این فرقه با مسیحیان که گذشت آن‌ها کمتر است آمیزش دارند.
هنری راولینسون که در ۱۸۳۶ از پشتکوه (ایلام) دیدن کرده، اغلب ایلات پشتکوه را «علی‌اللهی» معرفی می‌کند که به پیروان دین یارسان گفته می‌شود.

### بنیان‌گذاری
بر پایهٔ دفتر دیوان گوره کلام سرانجام (کهنترین کتاب مقدس اهل حق)، این مسلک آیین از روز ازل وجود داشته و تعلیماتش به صورت سِر نزد انبیا و اولیا بوده و در هر دوران به گروه معدودی از یاران محرم منتقل شده است. تا اینکه در قرن نهم هجری، سلطان سهاک آن اسرار ازلی را به صورت قانون به یارانش ابلاغ کرد، از این رو، بنیان‌گذار این مسلک محسوب می‌شود.
یاران: یاران سلطان سهاک به گروه‌های زیر تقسیم شده‌اند:
هفتن، هفتوانه، هفت نفر اهل قول طاس، هفت هفتوان، چهل تن، چهل چهل تنان، هفتاد و دو پیر، نود و نه پیر شاهو، شصت و شش غلام کمربند زرین، هزار و یک غلام خواجه صفت، بیور هزار غلام و بی ون غلام.
هفتن: مخفف هفت تن است، که از یاران طبقهٔ اول سلطان سهاک محسوب می‌شوند. آن‌ها برای هدایت مردم، در هر دورانی در قالب انسانهای دانا، بزرگان و خاصان ظاهر می‌شوند.
هفتن دارای مقام هفت مَلک مقرب‌اند و نام آن‌ها به شرح زیر است:
1. پیر بنیامین (هم‌مقام و هم‌ذات جبرئیل و مأمور هدایت جهت رستگاری است) سِمَت پیری بر همهٔ یارسان را داشته است.
2. داود (هم‌مقام اسرافیل مأمور نفخ صور جهت بیداری است) سِمَت دلیلی بر عموم یارسان را عهده‌دار بود.
3. پیرموسی که وظیفهٔ دفترداری و منشی سلطان را بر عهده داشت. او هم‌ذات میکائیل بود که مأمور ثبت اعمال است.
4. مصطفی داودان (هم‌ذات عزرائیل مأمور غضب و قبض روح است) ریاست امور انتظامات را عهده‌دار بود.
5. خاتون دایراک ملقب به خاتون رمزبار (هم‌مقام حورالعین) علاوه بر اینکه مادر سلطان بود، شفیع یاران و رئیس جامعهٔ زنان یارسان نیز بود.
6. شاه ابراهیم که به همراه بابا یادگار نیابت سلطنت عرفانی سلطان را داشته‌اند، از آنجایی که سلطان خودش لقب شاهی معنوی داشت آنان را نیز شاه خطاب کرد. شاه ابراهیم هم‌مقام عقیق (ملک طیار) و بابایادگار هم‌مقام ایوت می‌باشد.[۲۴]
7. بابا یادگار (شاه یادگار)

### تاریخچه سیاسی
با توجه به عقاید آیین اهل حق و براساس آموزه‌های دین اسلام، این آیین کافر شناخته شده و رسمیت ندارد از این رو در انجام امور مربوط به مذهب و مرام خویش یا تبلیغ عقاید و اعتقادات خود آزادی ندارد و بسیاری از حقوق و امتیازاتی که در مورد سایر ادیان رسمی وجود دارد در مورد این دین وجود ندارد؛ به عنوان نمونه نمی‌توانند دفاتر ازدواج و طلاق براساس تعالیم خودشان داشته باشند یا قواعد ارثی را غیر از قواعد رسمی کشور اجرا کنند یا مدرسه تأسیس نمایند و همچنین براساس ماده ۱۴ قانون استخدام کشوری، از استخدام پیروان این دین و امثال آن در دستگاه‌های دولتی جلوگیری می‌شود. حال آن که در این قبیل امور و احوال شخصیه و در تعلیمات دینی، ادیان رسمی آزاد هستند
پیروان این کیش آداب و آیین‌های خود را در خفا به جا می‌آوردند. در طول تاریخ از فعالیت در امور سیاسی پرهیز کرده‌اند با این حال، طی قرن‌ها شاهد موارد زیادی از فشار و آزار و اذیت اکثراً از جانب مسلمانان یا حکومت‌ها بوده‌اند.
آن‌ها می‌گویند پس از انقلاب ۱۳۵۷ ایران، فشار بر جامعه یارسان افزایش یافته و پیروان این کیش دچار محرومیت‌ها و تبعیض‌های زیادی شده‌اند.

#### کشته شدن در جنگ ایران و عراق

یحیی شمشادیان خلبان بالگرد هوانیروز ارتش که در سال۱۳۶۱ در منطقه سومار کشته شد.

در اولین یادواره شهدای اهل حق کرمانشاه در ۱۰ بهمن ۱۴۰۲ که در دانشگاه صنعتی کرمانشاه برگزار شد ۵۵۷ نفر از پیروان اهل‌ حق در استان کرمانشاه را به‌صورت رسمی به عنوان شهید معرفی کرده است. که تشکیل پایگاه ویژه کرند غرب و سازمان رزم شهید چمران، شرکت در عملیات کربلای۵ مشارکت در تشکیل تیپ ۱۲۷ مقداد، شرکت در عملیات والفجر۱۰، شرکت در عملیات مرصاد تنها بخشی از فعالیت و دستاورد مردم یارسان در جنگ ایران و عراق بوده است. سرلشکر خلبان یحیی شمشادیان از جمله کشته‌شدگان شاخص یارسان در استان کرمانشاه می‌باشد. از تاکنون آماری رسمی از کشته‌شدگان و جانبازان جامعهٔ یارسان در جنگ ایران و عراق اعلام نشده است. اما مشاور عالی استاندار کرمانشاه در سال ۱۳۹۴ اعلام کرد که ۱۵۹۸ تن از مردم یارسان نیز دارای عنوان «جانباز» و ۱۳۴ نفر نیز دارای عنوان «آزاده» هستند. این آمار پیروان یارسان در استان‌های دیگر را در بر نمی‌گیرد.

#### خودسوزی‌های اعتراضی
در ماه خرداد سال ۱۳۹۲ هجری خورشیدی، سبیل یک زندانی یارسانی به نام کیومرث در زندان همدان به زور تراشیده شد که این اقدام، توهین به آداب و رسوم پیروان این کیش به‌شمار می‌رود. پس از این واقعه، یکی از جوانان یارسانی همدان به نام حسن رضوی، به نشانه اعتراض در مقابل فرمانداری همدان اقدام به خودسوزی کرد و در بیمارستان درگذشت.
در بامداد چهاردهم خرداد (چهارم ژوئن) همان سال، یکی دیگر از پیروان یارسان به نام نیکمرد طاهری در برابر دوربین، خود را آتش زد و ساعتی بعد جان باخت.
در پی این خودسوزی‌ها و رفتارهای توهین‌آمیز عده‌ای از پیروان آیین یارسان تجمع اعتراضی برگزار کردند که البته در سخنان‌شان تأکید کردند که خواسته‌هایشان سیاسی نیست و تنها خواهان ملاقات با مسئولان برای مذاکره در جهت جلوگیری از رفتارهای توهین‌آمیز با پیروان یارسان و نقض حقوق‌شان‌اند.
در بامداد شنبه پنجم مرداد (۲۷ ژوئیه) همان سال، یکی دیگر از پیروان کیش یارسان در نزدیکی مجلس شورای اسلامی ایران اقدام به خودسوزی کرد.

## پراکندگی پیروان یارسان
به گفتهٔ دائرةالمعارف تشیع، در آغاز ایجاد مسلک اهل حق پیروان آن وحدت عقیده داشته‌اند. با گستردگی جماعت اهل حق و مهاجرت ایلات به دیگر مناطق به تدریج اختلافات میان اهل حق شروع شد و پیروان آن به گروه‌های مختلفی تقسیم شدند. علت این اختلاف‌ها عبارتند از: نقل سینه به سینه کلام‌ها، دسترسی نداشتن پیروان به کلام‌های مؤثق، سودجویی برخی از پیشوایان محلی، تفاوت زبان، ملیت، رسوم قومی و اجتماعی پیروان و بی‌سوادی اکثریت پیروان.
گروهی از اهل حق معتقدند دین آن‌ها دین یاری است و سلطان سهاک «در آن دوران» اسرار الهی را به صورت قوانین و ارکان اهل حق به یاران ابلاغ نمود. از این رو ارتباطی با دیگر ادیان ندارند.
به گفتهٔ دائرةالمعارف تشیع، گروهی دیگر در اثر آمیزش با فرق دیگر، عقاید خود را با اعتقادات آن‌ها یکی دانسته‌اند، گر چه خود را یارسان می‌نامند، ولی عملاً از نظر اعتقادی، گروهی از آن‌ها علی‌اللهی و گروهی دیگر شیطان‌پرست هستند.
به گفتهٔ دائرةالمعارف تشیع، گروهی دیگر خود را تابع مذهب شیعه اثنی عشری جعفری می‌دانند و معتقدند آئین حقیقت، دین نیست و مسلک اهل حق تابع مذهب اثنی عشری جعفری است.
به گفتهٔ تحفه ناصری، پیروان اهل حق به نام‌های مختلف اهل حق، یارسان، نصیری، اهل طایفه، علی‌اللهی و شیطان‌پرست معروف‌اند. اما پیروان این آئین می‌گویند آن‌ها یارسان یا اهل حق هستند و گروهی، به اشتباه آنان را علی‌اللهی یا شیطان‌پرست می‌خوانند.
بر اساس نگاهی به تاریخ و فلسفه اهل حق یارسان نام بومی و ایرانی پیروان دین اهل حق یا همان علی اللهی است. پیروان کیش یارسان که فارس زبانان آن‌ها را بیشتر به نام علی‌اللهی می‌شناسند بیشتر ساکن بخش باختری استان کرمانشاه ایران هستند. کیش یارسان آمیزه‌ای است از دین‌های زرتشتی و بودایی و اسلام. آن‌ها مانند بوداییان به وازایش باور دارند یعنی بر این باورند که ما پس از مرگ در پیکر دیگری دوباره زاییده می‌شویم. مناطق گوران و لرستان مرکز اصلی پیدایش آئین یارسان یا اهل حق است.

## گسترش در ایران
پیشینه پیروان این مسلک در استان کرمانشاه با قومیت کرد و لک می‌باشد ولی اقلیتی را از بین اقوام آذری، فارسی زبانان و مردم لر تشکیل می‌دهند.
جمعیت پیروان اهل حق در ایران در حدود یک و نیم میلیون برآورد می‌شود. گسترش مسلک یارسان در ایران به شرح زیر است:

### استان کرمانشاه
حدود سیزده درصد از جمعیت این استان بر مرام اهل حق استوارند
شهرستان کرمانشاه و روستاهای گره بان، روستاهای منطقه عثمانوند و سان رستم، برخی از روستاهای توابع ماهیدشت، و روستاهای منطقه بیلوار به نام‌های: میان دربند، بالا دربند، پشت دربند. برخی از روستاهای توابع کوزران
بخشی از شهرستان اسلام‌آباد غرب و حومه آن
سوران علیا و سفلی، چُنگُر، خسروآباد
شهرستان کرند غرب و توابع آن از عمده‌ترین مراکز اهل حق است. علاوه بر شهر کرند ساکنان قریب به ۱۲۰ روستای تابع گهواره به جز چند روستا که پیرو مذهب شافعی می‌باشند، اهل حق هستند.
از روستاهای معروف منطقه کرند: حریر، سرمیل، سرخه لیزه، بیامد، بروند، قلعه زنجیر، گردکان گور، گورا جوبو توت شامی را می‌توان نام برد. جمعیت اهل حق در منطقه کرند حدود۵۰ هزار نفر تخمین زده می‌شود. علاوه بر این روستاهای دهستان بیونیج (بیونیژ) در حدود ۱۵ روستا همگی اهل حق هستند که جزو کرند می‌باشند.
سرپل ذهاب
بخشی از سکنه این شهرستان پیرو مسلک اهل حق می‌باشند و حداقل ۲۳ روستا از حومه آن نیز همین مسلک را دارند. از روستاهای معروف: پس پس رشید عباس دول الیاس، جلالوند سفلی، بَلَوان و روستاهای قَرَه بُلاغ و روستاهای تابع دهستان بزمیرآباد را می‌توان نام برد. روستاهای حومه شهر در شعاع مساحت ده کیلومتری شهر قرار دارند ولی روستاهای دهستان بزمیر آباد (پشت تنگ) بیش از چهل کیلومتر از شهر فاصله دارند.
قصر شیرین
گر چه هنوز همه سکنه شهرستان قصر شیرین مورد تحقیق قرار نگرفته است ولی به نظر می‌رسد گروهی از مردم آن بر مرام اهل حق می‌باشند
صحنه (کرمانشاه) و دینور
اکثریت مردم صحنه پیرو مذهب اهل حق هستند و بسیاری از روستاهای حومه آن همین مرام را دارند. جمعیت اهل حق در بخش دینور نیز قابل توجه است.
کنگاور و نهاوند
جمعیت اهل حق در روستاهایی از کنگاور و نهاوند قابل توجه است..

### استان لرستان
در قسمت‌هایی از نواحی لک نشین تابعه استان لرستان نیز فرقه اهل حق به‌طور پراکنده سکونت دارند. از جمله این مناطق روستای بلوران از توابع کوهدشت که همگی اهل حق از تیره آتش بگی هستند واقع در جاده اسلام‌آباد غرب، پل دختر و نیز حومه شهرگراب و روستاهایی از توابع نورآباد و کوهدشت، قسمت‌هایی از ابوالوفا و بخشی از طایفه ذوالنور اهل حق و بخش‌های ایتیوند و میربگ نورعلی شهرستان دلفان هستند.

### استان آذربایجان شرقی
در بخش ایلخچی از قصبات معروف تبریز (شهری کنار دریاچه ارومیه) و همچنین شهر خامنه از توابع شبستر عده‌ای از طرفداران «فرقه اهل حق» سکونت دارند.
طبق تحقیقات به عمل آمده اهل حق‌های این ناحیه معروف به گوران هستندکه به نظر می‌رسد از منطقه گوران به مرکزیت گهواره (کرند غرب) در استان کرمانشاه در گذشته‌های دور به این سمت مهاجرت کرده باشند. همچنین یکی از روستاهای نزدیک مراغه و بخش شیرین شهر شهرستان لیلان نیز از گوران (جوران)ها هستند. در شهرستان هشترود نیز چندین روستای کوچک از گوران‌ها هستند.

### تهرانوالبرز
در هشتگرد، رودهن، بومهن و خود تهران، ساوجبلاغ و همچنین روستاهای محمودآباد، فیلستان و گلزار که هر سه از روستاهای شهرستان پاکدشت هستند… جمعیت زیادی از پیروان یارسان زندگی می‌کنند.

### مازندران
بخشی از مردم کلاردشت، کجور، شهر پول و روستای فیروزکلا از توابع بخش کجور، یارسان هستند.

### استان زنجان،قزوینوهمدان
در شهرستان‌های همدان،قسمت‌هایی از توابع آوج و رزن حد فاصل همدان و زنجان کم و بیش جمعیت اهل حق به صورت پراکنده سکونت دارند. در شهرستان خدابنده سه روستای بخش سجاسرود به نام‌های آغاجری، زرزر و دولون دارای جمعیتی از اهل حق هست که آنها را اووشار می‌نامند.

### استان کرمان
در استان کرمان، در شهرستان بردسیر و شهرستان سیرجان گروه‌هایی از پیروان یارسان زندگی می‌کنند. منسجمترین گروه باقی‌مانده از یارسانی‌ها در این ناحیه در روستای سوخته چال زندگی می‌کند. همچنین مکان‌های مقدسی مانند زیارتگاه چهل تن در کوه چهل تن یا بقعهٔ سه تن یا پیر برحق (پیر جارسوز) در این ناحیه زیارتگاه پیروان یارسان است.
در کتاب جغرافیای کرمان (تألیف ۱۲۹۳–۱۲۹۱ق) به کُردهای اهل‌حقِ بخشی از بردسیر و سوخته‌چال و خواندنِ اشعار کُردی در مراسم آیینی آنها اشاره شده.

### استان فارس
ر استان فارس جمعیتی از پیروان یارسان زندگی می‌کنند. در شهر شیراز و در محلهٔ تلخداش این شهر، جمعیتی از کردهای پیروی یارسان زندگی می‌کنند که در زمان کریم‌خان زند به این شهر کوچانده شده و به زندگی در شیراز ادامه داده‌اند. والنتین ژوکوفسکی که در سال ۱۸۸۲ به شیراز آمده است، دربارهٔ مردم تلخداش می‌نویسد:
روستای تلخی‌دشک در جنوب غربی شیراز در حومهٔ باغ کمال‌الملک (باغ عفیف‌آباد) واقع شده، ساکنان آن کرد بوده و از طایفه کوزیوند (غازیوند) از ایل گوران می‌باشند که از آئین و مذهب ویژه‌ای برخوردارند.

### دیگر کشورها
کردستان عراق
در سراسر کردستان عراق به ویژه در استان‌های کرکوک و استان سلیمانیه و شهر خانقین پیروان کیش یارسان با نام کاکایی وجود دارند. با عناوین مختلف، علاوه بر فرقه اهل حق فرقه‌های دیگر نیز در این نواحی موجود بوده که ریشه در فرهنگ یارسانی دارند. جمعیتی بالغ بر ۳۰۰٬۰۰۰ نفر در عراق تخمین زده شده است.
سوریه
در کشور سوریه جمعیت قابل توجهی وجود دارند که تحت عناوین علویان (سوریه)، علویین، نصیریه و علی اللهی معروف هستند و عمدتاً در کردستان سوریه و در شمال و شمال غرب سوریه و در استان‌های ساحلی سوریه (استان لاذقیه و استان طرطوس) سکونت دارند.

## خاندان‌ها
طبق دستور دین یارسان هر یک از پیروان مکلف به داشتن پیر و دلیل برای سرسپردن می‌باشند. در زمان سلطان سهاک، پیر بنیامین سمت پیری و داود که‌و سوار سمت دلیلی بر همهٔ پیروان یارسان داشتند؛ ولی به دلیل متأهل نبودن و نداشتن فرزند، سلطان سهاک هفت خاندان یا دوده به نام خاندان‌های حقیقت دائر نمود تا نسل‌های آیندهٔ پیروان یارسان، در هر زمان پیر و دلیل داشته باشند.
نام خاندان‌ها (دوده‌ها) عبارت‌است از:
1. خاندان خاموشی
2. خاندان شاه ابراهیمی
3. خاندان عالی قلندر
4. خاندان یادگاری
5. خاندان میرسوری
6. خاندان مصطفایی
7. خاندان حاجی باویسی (بابو عیسی)

بعد از سلطان سهاک در قرون یازدهم و دوازدهم و سیزدهم هجری چهار خاندان دیگر نیز به اسامی زیر دائر گردید.
۸- خاندان ذوالنوری
۹- خاندان آتش بیگی
۱۰- خاندان شاه حیاسی
۱۱- خاندان بابا حیدری
همچنین خاندان دیگری به نام سید درویشی از نسل سید درویش وجود داشته است که پیشتر بخشی از خاندان یادگاری بوده است و اکنون پیروان آن سیادت خاندان خاموشی را پذیرفته‌اند و بخشی از این خاندان شده‌اند.
این خاندان‌ها به جانشینی از پیر بنیامین که پیر ازلی یارسان بوده است انجام وظیفه می‌کنند. جانشینی داود که‌و سوار، دلیل ازلی را نیز فرزندان هفتاد و دو پیر بر عهده دارند. اما در مواردی به پیر اختیاری برای انتخاب دلیل داده شده است و بنابراین یاران برخی خاندان‌ها با اجازهٔ صاحب خاندان نسل بعدی می‌تواند به سمت دلیل مریدان آن خاندان انتخاب شود. اما سلطان سهاک جایگاه خود را به کسی تفویض ننمود.

## عقاید

### شرط ورود به مسلک
سرسپردن: بر طبق کلام سرانجام هر فرد یارسان (ذکور و اناث) مکلف است به پیر و دلیل سرسپرده شود، و در غیر این‌صورت یارسان محسوب نمی‌شود. افراد سرسپرده به دو گروه چکیده و چسبیده تقسیم می‌شوند. چکیده شامل کسانی است که نسل اندر نسل یارسان بوده‌اند. چسبیده شامل گروهی است که بر اثر بیداری باطن و از روی علاقه به مسلک یارسان گرویده‌اند.
سبیل مُهر: طبق کلام سرانجام، سبیل یکی از مقدسات آیین یارسان است و بر مردان پیروی یارسان واجب است سبیل خود را نتراشیده و مُهر (دست نخورده) نگاهداری کنند. شرط ورود به مراسم جم و نشستن در حلقهٔ جم داشتن سبیل دست نخورده است. تراشیدن سبیل موجب خروج از دین و باطل شدن سرسپردگی به دین یاری می‌شود. در سرانجام از زبان داود که وسوار آمده است:
| سێوێل یار شوڕه‌ن وه رووی لێوانا |  | تا یار بناسۆ خێش وه بیگانا |

سبیل پیروی آیین یاری بلند است و روی لب‌ها را می‌پوشاند، تا یار، خودی را از بیگانه باز بشناسد.

### مقدسات
کلام سرانجام: کلام سرانجام عبارت است از آداب و رسوم مسلکی و عبادات اهل حق که توسط سلطان سهاک و یارانش بیان و نسل به نسل منتقل شده است. در قرون اولیهٔ تأسیس مسلک اهل حق، انتقال این متون توسط کلام‌خوان‌ها صورت می‌گرفت، ولی بعدها ثبت آن‌ها آغاز شد. این کلام‌ها به تدریج به سبب سهل‌انگاری بعضی از کلام خوان‌ها، فراموشی و همچنین سروده شدن کلام‌هایی به زبان‌های کردی، ترکی توسط بزرگان اهل حق با یکدیگر تفاوت‌هایی پیدا کردند که این عوامل سبب جدایی برخی از جماعت‌های اهل حق شد و امروزه نمی‌توان کلام‌هایی که در بین اهل حق یافت می‌شود را همگی معتبر محسوب کرد.
جم  و جم خانه یا همان جمع‌خانه : محلی است که اهل حق برای اجرای مراسم خاص خود در آنجا جمع می‌شوند. از این‌رو در بین پیروان اهل حق از اهمیت خاصی برخوردار است. از نظر اهل حق شرکت در جم به جای عبادات دائمی، کافی است. مینورسکی معتقد است در میان پیروان اهل حق عبادت فردی کمتر مورد توجه قرار گرفته به‌طوری‌که آن‌ها اهمیت فراوانی برای اجتماع کردن (جم) قایل‌اند، زیرا در نزد آن‌ها جم گشایندهٔ مشکل‌ها است. جم در وقت ثابتی تشکیل می‌شود و در جم خانه به هنگام عبادت کلام‌ها همراه با تنبور و با صدای بلند خوانده می‌شود. مراسمی مانند سرسپردن، ازدواج و نام‌گذاری کودک و… نیز در جم‌خانه انجام می‌شود. و به طور کلی، جمع‌خانه به نیایشگاه اهل حق و نیز علویان گفته میشود که به لحاظ بار معنایی و عنوان، قرابت بسیار نزدیکی با جماعت‌خانه دارد که نیایشگاه اسماعیلیان است.
نذر و نیاز: آنچه در جم‌خانه به عنوان نذر و بر طبق قانون اهل حق دعا داده شود را نذر گویند. نذر و نیاز از واجبات یارسان است و در نزد اهل حق از اهمیت و احترام ویژه‌ای برخوردار است.
روزه اهل حق: هر اهل حق موظف است سه روز در سال روزه دار باشد. پیروان اهل حق غالباً، آن را در زمستان به جای می‌آورند و به آن «روزه مرنوی» گویند. با این حال در مورد تاریخ و نام این سه روز بین تمامی گروه‌های اهل حق وحدت عقیده وجود ندارد. حتی گروه‌هایی از اهل حق از جمله آتش بگی روزه مرنوی را بر خود حرام می‌دانند و آن را به‌جای نمی‌آورند.

### آفرینش
یارسانیان اعتقاد دارند که خداوند جهان را در دو مرحله آفرید: آفرینش جهان معنوی و آفرینش جهان مادی.
آنان می‌گویند که «در آنگاه اراده خداوند به آفرینش موجودات تعلق گرفت، و نخستین مخلوق پیر بنیامین را از زیر بغل خود خلق کرد، و نام او را جبرائیل گذاشت. پس از خلقت جبرائیل خداوند او را در پهنای دریای محیط رها کرد، هزاران سال گذشت تا به درخواست جبرائیل، شش تن دیگر از بطن در پیدا شدند، که با جبرائیل هفت تن شدند: جبرائیل (پیربنیامین) - اسرافیل (پیر داوود) - میکائیل (پیر موسی) - عزرائیل (مصطفی داوودان) - حور العین (رزباریا رمزبار) - عقیق (شاه ابراهیم) - یقین (شاه یادگار یا بابا یادگار)»

## اهل حق کیست
اهل حق به کسی گفته می‌شود که مراحل شریعت و طریقت و معرفت را طی نماید تا به مقام حقیقت برسد. بدین ترتیب:
- در مرحلهٔ نخست که شریعت است، مؤمن به دین آدم بوده و از ملت ابراهیم و امت محمد و مذهب امامان شیعه باشد.
- در مرحلهٔ دوم که طریقت است، مؤمن به ولایت علی ابن ابیطالب باشد؛ یعنی با طی طریق شارع نبوی و پیوند زنجیره وار به امامان شیعه و تولا به ولای علی، تحت لوای ولایت به مسلک اهل حق درآید. اهل حق علی‌اللهی نیستند، مشرک هم نمی‌باشند. فقط علی را به مقام مظهریت و مشیت‌الله می‌شناسند.
- در مرحلهٔ سوم که معرفت است، با فرمان برداری از اولوالامر، مقام معرفت را درک نماید تا به پایهٔ من عرف نفسه فقد عرف ربه نائل شود؛ و اولوالامر از نظر اهل حق، امامان شیعه هستند. سپس هر کس در هر زمان با پیوند رشتهٔ ایمان به آن خاندان به مقام مظهریت و مشیت رسید، یعنی انسان کامل و مظهر جلوهٔ ذات حق باشد، چنان‌که اراده‌اش عین مشیت‌الله شد، آن‌گاه او اولوالامر است.
- آن‌گاه در مرحلهٔ چهارم، حق و حقیقت را دریابد تا کمال را در وصال و بقا را در فنا ببیند، چنان باشد قطرهٔ نم وجودش را به دریای الهی نابود و محو سازد؛ یعنی فنا فی‌الله محض گردد.

### اصول عقاید
در مسلک اهل حق اصول عقاید بر این نهج می‌باشد. علاوه بر پنج اصل اصول دین و مذهب شیعه، یعنی توحید، نبوت، معاد، عدل و امامت، نکته‌های زیر نیز باید رعایت گردد:
- خدا را به تعریف و توصیفی باید شناخت که همه پیامبران و اولیا و یکتاپرستان واقعی شناخته‌اند.
- با توجه به عدل الهی چون همه موجودات آفریده خداست و هیچ موجودی بی‌حکمت الهی به وجود نیامده، پس هر شیءی را به جای خود نیک باید دید. اگر از موجودی به علتی عمل زشتی ناشی شود و آن عمل مورد بیزاری است باید به اندازه توان تلاش و مبارزه جهت ریشه‌کن ساختن آن عمل و نظایر آن نمود. باید علت را جست و برطرف کرد. به گفته دیگر اهل حق هیچ شیءی را نباید بد داند و بد گوید و خار نماید… زیرا هر وجودی به علتی اعم از مستقیم یا غیر مستقیم از رشحهٔ فیض واجب‌الوجود موجود می‌شود، ذاتاً بد نیست، عوارض است سبب امکان قلب ماهیت می‌گردد، پس بر رفع عوارض بد باید به وسایل ممکنه کوشید. روی این اصل ادیان خدایی هم هر یک به اقتضای زمان خود درست و معتبر است.
- هر وجود مفید و محترمی را به هر اسم و رسم، و به هر وضعیت و کیفیت، و به هر مرتبه و مقامی هست باید به همان تناسب نیک شمرد و احترام نمود.
- آنچه را به اقتضای زمان و مکان نزد خردمندان پسندیده است یا هر کس بر خود روا می‌دارد باید بر دیگران نیز روا داشته، حتی‌الامکان برخوردارشان نماید؛ و آنچه را ناپسند است، یعنی به گونه‌ای است که هر کس از او هراسان گردد باید برای رفع و دفع آن بر خود و دیگران یک‌سان بکوشد.
- دنیا را کشتزار آخرت داند و بکوشد تا نیک بکارد تا نیک بدرود.

### ارکان
دین یاری دارای چهار اصل است: پاکی، راستی، نیستی و ردا.
- پاکی: اهل حق باید درون و برونش از هر حیث و هر جهت، و به هر اسم و رسم پاک باشد؛ یعنی در ظاهر جسم و لباس و مکان و کسب و خوراکش، و در باطن اندیشه و گفتار و کردارش، تماماً پاک و بی‌غل و غش باشد.
- راستی: راه راست رفتن است، و آن به جای آوردن دستورها و ترک نواهی خداست. به بیان دیگر، بندگی به خدا و پرهیز از دروغ و گناه را راه راست گویند.
- نیستی، یعنی نیست و نابود کردن کبر و غرور و خودپسندی و خودخواهی و هوا و هوس نفسانی و طغیان شهوانی و تمام رذایل اخلاقی از خودش، و به‌طور مطلق تسلیم مقدرات شود: غیر از رضای خدا چیزی نخواهد، و به بیان دیگر، از خود بی‌خود و فنا فی‌الله گردد.
- ردا، خدمت و کمک و فداکاری بی‌ریا نسبت به مخلوق خداست، چنان باشد «رنج خود و راحت یاران طلب» بر او صدق کند.

### مظهریت و جامه به جامه (دونادون، باززایی)
مظهریت: مظهر در اصطلاح اهل حق یعنی روحی که در نتیجه سیر کمال صیقل پیدا کرده و نور ذات الهی را منعکس می‌کند.
اعتقاد به مظهریت در مسلک اهل حق از اهمیت خاصی برخوردار است. در مورد مظهریت برخی می‌گویند دین یاری مبتنی بر اصل وحدت وجود است. برخی نیز می‌گویند اهل حق برکسی اطلاق می‌شود که در جستجوی جلوه ذات حق در انسان باشد؛ زیرا مظهریت آینه‌ای است که منعکس‌کننده خداست.
دونادون (جامه به جامه): انسان با گردش در جامه‌های مختلف نتایج اعمال زندگی قبلی خود را می‌بیند و در انتها با عوض کردن هزار و یک قالب، روحش به ابدی ملحق می‌شود.
خواجه‌الدین می‌گوید: پیروان اهل حق به حلول روح و تناسخ معتقدند و این اعتقاد آن‌ها را از اسلام جدا کرده است. در این مورد میان پیروان اهل حق اختلاف نظر است. گروهی از آن‌ها به حلول روح اعتقاد دارند نه به تناسخ.
گروهی به سیر کمال و معاد و بازگشت روح در قالب زندگی‌های متوالی با تعداد معین و زمان محدود برای طی مسیر کمال معتقدند، و از نظر آن‌ها تناسخ و حلول روح مردود است.

## وضعیت یارسانی‌ها در دوره جمهوری اسلامی
دین یارسان از سوی جمهوری اسلامی به رسمیت شناخته نمی‌شود و حقوق انسانی یارسانی‌ها نیز به دلیل اهل کتاب نبودن پایمال می‌شود. به گونه‌ای که برخی‌شان به نشانه اعتراض به نقض حقوقشان خود را آتش زده و جان می‌بازند.

## نگارخانه

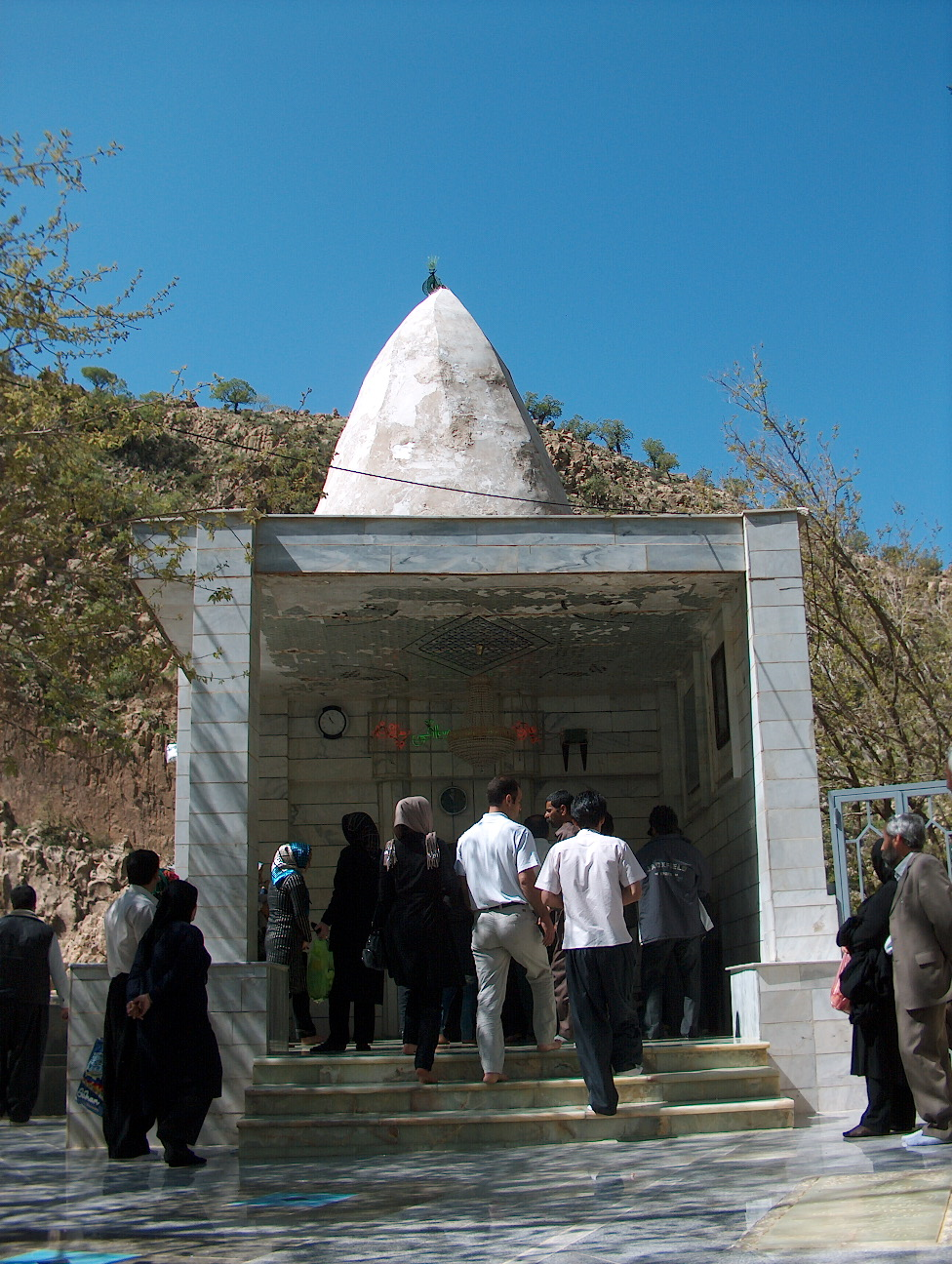
آرامگاه بابا یادگار، از بزرگان یارسان در دامنه کوه تخت سرانه در روستای زرده
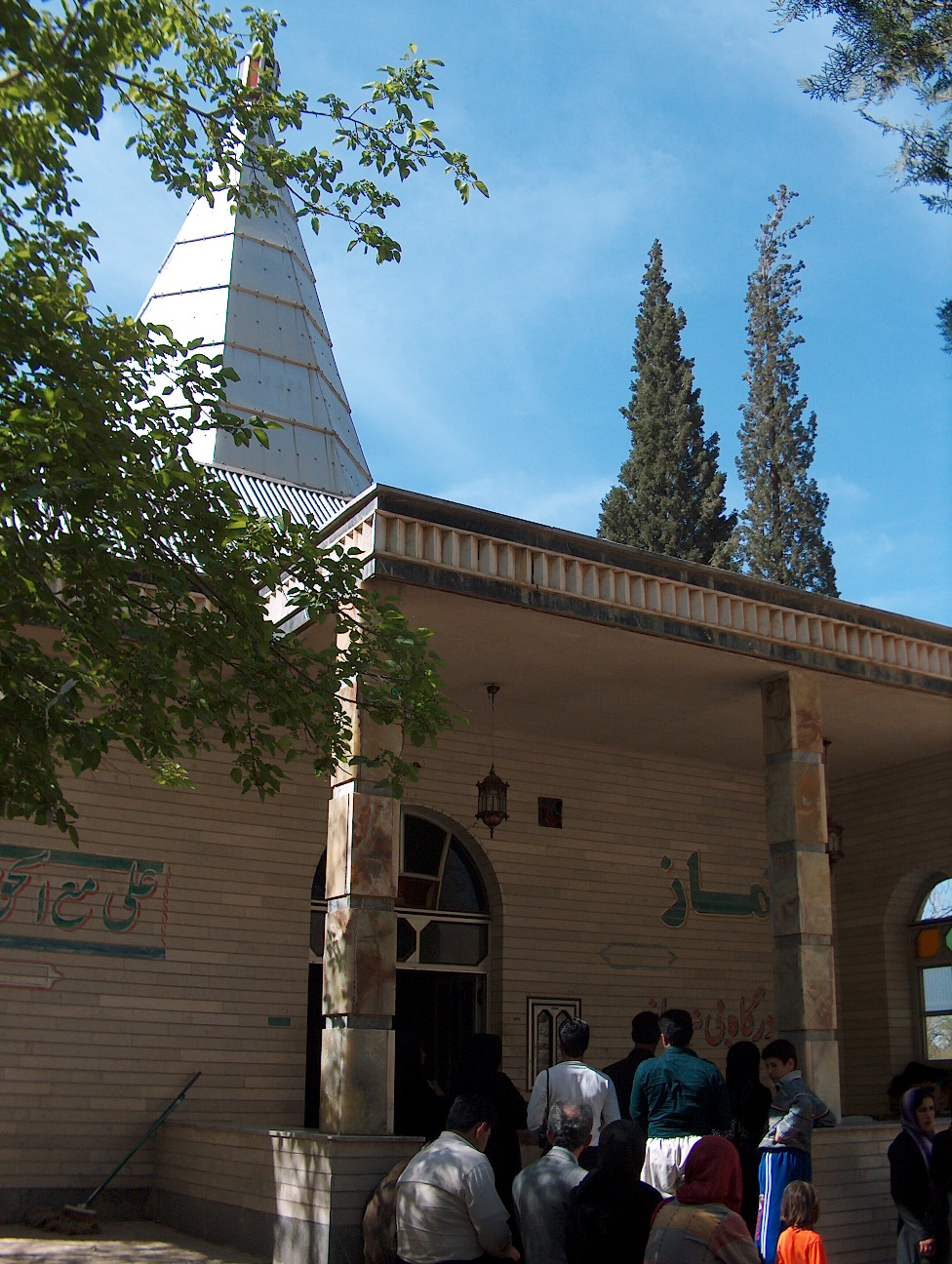
آرامگاه داود که‌و سوار، از بزرگان یارسان در روستای زرده